# ان‌جی‌سی ۵۰۰۱
ان‌جی‌سی ۵۰۰۱ (انگلیسی: NGC 5001) نام یک کهکشان مارپیچی میله‌ای است.